# Pega (Vorname)
Pega ist ein weiblicher Vorname.

## Namenstag
- 6. Januar; Pega (Heilige) (* um 673 in Mercien; † um 719 in Rom), katholische Einsiedlerin und Heilige